# Atlas Estelar de Norton
El Atlas Estelar de Norton (Norton's Star Atlas en su voz original inglesa) es un conjunto de 16 cartas celestes, publicadas por primera vez en 1910. Actualmente está en su edición n.º 20, editada por Ian Ridpath. El Atlas de Estrellas cubre el cielo del norte y del sur enteros. Está acompañado de información de referencia  para astrónomos aficionados. Los gráficos utilizados en las primeras 17 ediciones del Atlas fueron dibujados por un maestro de escuela británico, Arthur Philip Norton (1876–1955), del que el Atlas recibió el nombre. El propósito de su atlas de estrellas es que pudiera ser utilizado conjuntamente con los manuales escritos por los aficionados británicos William Henry Smyth y Thomas William Webb. En consecuencia,  la mayoría de los objetos citados en esas dos guías estaba marcados en los gráficos. El Atlas encontró también el favor de los astrónomos profesionales, ganándose la reputación de ser el atlas celestial más utilizado y conocido de su época.

## Arreglo y proyección
Su popularidad procedía de dividir el cielo en seis cuñas verticales. Cada una cubre 4 horas de ascensión recta, con declinación de 60 grados al norte a 60 grados al sur, dibujados en una proyección especialmente diseñada por Norton. Las regiones polares del norte y del sur del cielo están cubiertas por gráficos separados en una proyección acimutal equidistante estándar, extendiéndose desde los polos celestiales a declinación 50 grados norte y sur respectivamente.

## Primeras ediciones
Para la primera edición, Norton basó sus gráficos en la Uranométrie Générale, catálogo de estrellas compilado por el astrónomo belga Jean-Charles Houzeau. Las Fronteras entre constelaciones se representaron con líneas discontinuas que serpentean entre las estrellas, aunque ninguna frontera oficial estaba entonces establecida todavía. Para la 5.ª edición del Atlas, publicada en 1933, Norton redibujó completamente los gráficos, a pesar de que entonces la visión de su ojo izquierdo estaba seriamente dañada debido a un coágulo de sangre detrás de la retina. Esta vez utilizó el catálogo Harvard Revised Photometry para las posiciones y brillos de las estrellas. En esta 5.ª edición se incluyó por primera vez la Vía Láctea, y se incorporaron las fronteras de las constelaciones oficiales, que habían sido establecidas por la Unión Astronómica Internacional en 1930.
Norton redibujó sus gráficos todavía otra vez para la edición n.º 9 publicada en 1943, extendiendo el límite de magnitud de las estrellas de 6.2 a 6.35. Las posiciones estaban dadas para la época estándar de 1950, sustituyendo a la de 1920 de las ediciones anteriores. Los gráficos de esta novena edición quedaron en uso hasta la 17.ª edición publicada en 1978, mucho tiempo después de que Norton muriese.

## El manual
Además de los gráficos, el Atlas Estelar de Norton también contuvo una sección de referencia que presentaba datos e información prácticos de interés particular para los observadores. La mayoría de este texto era el trabajo del editor y de varios colaboradores expertos. Con el paso de las ediciones, el texto se convirtió en un manual de referencia tan esencial para los astrónomos aficionados como los propios gráficos.

## Era moderna
En la década de 1980, el Atlas Estelar de Norton empezó a ser renovado. En 1989 una edición totalmente nueva (la n.º 18) fue publicada, bajo el título Norton 2000.0 para enfatizar que sus gráficos habían sido revisados de acuerdo a un diseño actualizado. Estos gráficos se trazaron mediante ordenador por la compañía cartográfica de John Bartholomew & Son Ltd. de Edimburgo, Escocia, tomando como base las posiciones y el brillo de las estrellas de la versión más reciente del Bright Star Catalogue, el sucesor del Harvard Revised Photometry. El número total de estrellas incluidas estaba por encima de las 8800, llegando a la magnitud 6.5. El texto fue extensamente ampliado y reorganizado bajo la dirección editorial del escritor de astronomía británico Ian Ridpath. Por primera vez en su historia, el Atlas Estelar de Norton, quedó totalmente desprovisto del trabajo de su creador original.
Una ruptura más significativa con su pasado llegó con la 20.ª edición en 2003, cuando la publicación del título se trasladó a Nueva York, a pesar de que el editor y los colaboradores siguieron en el Reino Unido. Para esa edición, se diseñaron de nuevo los gráficos y la sección de referencias fue totalmente revisada para reflejar los avances más recientes en astronomía para aficionados.